# Holden Hurricane
La Holden Hurricane è una concept car realizzata dalla casa automobilistica australiana Holden per essere esposta al salone di Melbourne del 1969.

## Tecnica

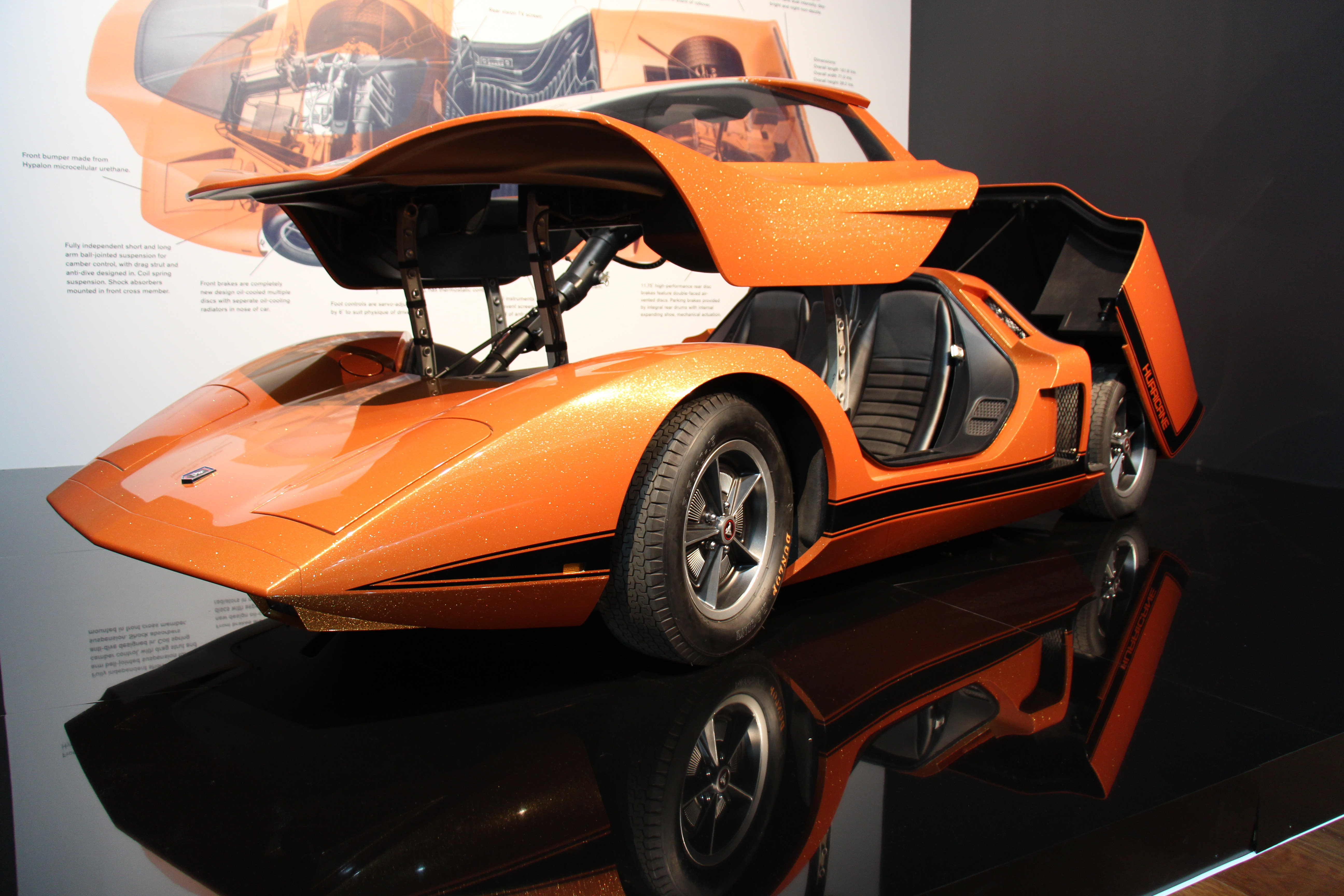
Il tettuccio aperto

La vettura presentava per l'epoca soluzioni tecnologiche altamente all'avanguardia, quali un cruscotto digitale per tenere sotto controllo tutti i parametri della vettura e un sistema di navigazione denominato Pathfinder che era in grado di suggerire il percorso al pilota della vettura tramite dei magneti integrati negli incroci della rete stradale.
Il propulsore che spinge la Hurricane è un 4.2 L V8 da 262 CV, in grado di spingere la vettura da 0 a 100 km/h in 5,3 secondi. Tale propulsore è inserito all'interno di una scocca realizzata in fibra di vetro verniciata di arancione metallizzato. Una particolarità di questa carrozzeria è che non implementa portiere. I passeggeri infatti possono accedere all'abitacolo tramite il tettuccio che si apriva verso l'alto grazie ad un azionamento idraulico.

## Restauro
La vettura è stata totalmente restaurata nel 2011 dopo 5 anni di lavoro da uno staff guidato da Paul Clarke, attuale manager della Holden.